# Dynamo
Dynamo, született Steven Frayne (Bradford, 1982. december 17. –) brit mágus, illuzionista.

## Pályafutása
Bredford lepusztult Delph Hill Estate negyedében nőtt fel, Észak-Angliában.
A bűvészet és mágia alapjait nagyapjától (Kenneth Walsh) tanulta, majd később tökéletesítette és tovább fejlesztette azokat.
Kezdetben utcai mutatványosként, bűvészként kereste kenyerét, melytől máig sem szakadt el teljesen, hiszen mutatványait az utcákon és rendezvényeken rögtönözve is képes bemutatni.
Produkcióit sikerült olyan szintre emelnie, hogy 2012-ben Varázslat a világ körül című műsoráért a szórakoztató tévéműsorok kategóriájában jelölték díjra. A sorozat annyira sikeres lett, hogy elkészült a második évadja is, melyben újabb elképesztő varázslatokat láthat a néző. Ugyanebben az évben egy kis szerep erejéig belekóstolt a színészetbe is és látható volt a The Grind című filmben.

## Filmográfia
- 2012: The Grind
- 2012: National Television Awards: The Party [Nemzetközi Televíziós Díjátadó: A Party] tv-film
- 2011: TVs 50 Greatest Magic Tricks [A TV 50 Legnagyobb Bűvésztrükkje] dokumentumfilm
- 2011: Főzz élőben Gordon Ramsay-vel! tv-sorozat
- 2011: Never Mind the Buzzcocks tv-sorozat
- 2011: Dynamo: Varázslat a világ körül tv-sorozat / dokumentumfilm
- 2010: Sport Relief 2010 TV film
- 2010: The Gadget Show [A Gadget Show] tv-sorozat
- 2006: Dynamo's Concrete Playground [Dynamo konkrét játszótere] dokumentumfilm
- 2006: Comedy Lab [Vígjáték Laboratórium] tv-sorozat
- 2006: Richard & Judy [Richard és Judy] tv-sorozat
- ?: – Csokit vagy bravúr?

## Magyarul megjelent művei
- Semmi sem lehetetlen. Egy utcai mágus kalandjai a való világban; ford. Rézműves László; Jaffa, Bp., 2013
- Titkok könyve. Bevezetés a modern mágiába; ford. Dési András György; Jaffa, Bp., 2018

## Egyéb linkek
- IMDb
- Twitter
- Facebook
- Instagram